# بروكن هيل
بروكن هيل (بالإنجليزية: Broken Hill)‏ هي مدينة، تتبع نيوساوث ويلز، وCity of Broken Hill ‏، هي عاصمة City of Broken Hill ‏، بلغ عدد سكانها 17814  نسمة، في 9 أغسطس 2016، تبلغ مساحتها 170 كيلومتر مربع، رمزها البريدي هو 2880.

## المناخ
يظهر الجدول التالي التغييرات المناخية على مدار السنة لبروكن هيل:
| البيانات المناخية لـبروكن هيل     | البيانات المناخية لـبروكن هيل | البيانات المناخية لـبروكن هيل | البيانات المناخية لـبروكن هيل | البيانات المناخية لـبروكن هيل | البيانات المناخية لـبروكن هيل | البيانات المناخية لـبروكن هيل | البيانات المناخية لـبروكن هيل | البيانات المناخية لـبروكن هيل | البيانات المناخية لـبروكن هيل | البيانات المناخية لـبروكن هيل | البيانات المناخية لـبروكن هيل | البيانات المناخية لـبروكن هيل | البيانات المناخية لـبروكن هيل |
| الشهر                             | يناير                         | فبراير                        | مارس                          | أبريل                         | مايو                          | يونيو                         | يوليو                         | أغسطس                         | سبتمبر                        | أكتوبر                        | نوفمبر                        | ديسمبر                        | المعدل السنوي                 |
| --------------------------------- | ----------------------------- | ----------------------------- | ----------------------------- | ----------------------------- | ----------------------------- | ----------------------------- | ----------------------------- | ----------------------------- | ----------------------------- | ----------------------------- | ----------------------------- | ----------------------------- | ----------------------------- |
| الدرجة القصوى °م (°ف)             | 46.8 (116.2)                  | 46.6 (115.9)                  | 41.5 (106.7)                  | 36.7 (98.1)                   | 31.0 (87.8)                   | 26.3 (79.3)                   | 26.7 (80.1)                   | 31.5 (88.7)                   | 37.2 (99.0)                   | 39.7 (103.5)                  | 44.0 (111.2)                  | 43.9 (111.0)                  | 46.8 (116.2)                  |
| متوسط درجة الحرارة الكبرى °م (°ف) | 32.7 (90.9)                   | 32.2 (90.0)                   | 29.0 (84.2)                   | 23.9 (75.0)                   | 19.2 (66.6)                   | 15.6 (60.1)                   | 15.1 (59.2)                   | 17.3 (63.1)                   | 21.0 (69.8)                   | 24.9 (76.8)                   | 28.6 (83.5)                   | 31.4 (88.5)                   | 24.2 (75.6)                   |
| متوسط درجة الحرارة الصغرى °م (°ف) | 18.4 (65.1)                   | 18.2 (64.8)                   | 15.5 (59.9)                   | 11.8 (53.2)                   | 8.6 (47.5)                    | 6.2 (43.2)                    | 5.3 (41.5)                    | 6.3 (43.3)                    | 8.8 (47.8)                    | 11.7 (53.1)                   | 14.7 (58.5)                   | 17.1 (62.8)                   | 11.9 (53.4)                   |
| أدنى درجة حرارة °م (°ف)           | 7.7 (45.9)                    | 7.8 (46.0)                    | 4.4 (39.9)                    | 3.1 (37.6)                    | −1.1 (30.0)                   | −3.0 (26.6)                   | −2.2 (28.0)                   | −2.2 (28.0)                   | 0.3 (32.5)                    | 1.1 (34.0)                    | 1.1 (34.0)                    | 5.0 (41.0)                    | −3.0 (26.6)                   |
| الهطول مم (إنش)                   | 23.7 (0.93)                   | 24.1 (0.95)                   | 19.4 (0.76)                   | 17.6 (0.69)                   | 22.7 (0.89)                   | 21.5 (0.85)                   | 18.9 (0.74)                   | 18.6 (0.73)                   | 20.5 (0.81)                   | 24.6 (0.97)                   | 19.9 (0.78)                   | 21.5 (0.85)                   | 253.1 (9.96)                  |
| متوسط أيام هطول الأمطار           | 3.2                           | 3.3                           | 2.9                           | 3.0                           | 4.4                           | 5.3                           | 5.6                           | 5.2                           | 4.3                           | 4.7                           | 3.9                           | 3.5                           | 49.3                          |
| Average afternoon رطوبة نسبية (%) | 28                            | 30                            | 32                            | 39                            | 48                            | 54                            | 50                            | 41                            | 34                            | 30                            | 27                            | 27                            | 37                            |
| المصدر:                           |                               |                               |                               |                               |                               |                               |                               |                               |                               |                               |                               |                               |                               |

## أعلام
- نيكي فيسر
- يان هنتر
- ديفيد سيمونز
- فيرا بيرس
- جاك أبسالوم
- أوليف رايلي
- فرنسيس جوزيف فلين